# Jamesonia scammanae
Jamesonia scammanae är en kantbräkenväxtart som beskrevs av A. Tryon. Jamesonia scammanae ingår i släktet Jamesonia och familjen Pteridaceae. Inga underarter finns listade.